# Straffeloven
Straffeloven eller den borgerlige straffelov er en lov, der er skrevet på grundlag af dansk strafferet. Straffeloven består af 29 kapitler og er inddelt i en almindelig og en særlig del.
Den almindelige del indeholder de almindelige betingelser for straf (fx regler om gerningsmandens alder (§ 15), hans statsborgerskab og gerningssted (fx § 7), nødværge (§ 13), medvirken til en forbrydelse (§ 23), forsøg på udførelse af en forbrydelse (§ 21) mv.). Den særlige del indeholder de traditionelle forbrydelser, også kaldet delikter, bl.a. forbrydelser imod staten, den offentlige orden, liv og legeme, den personlige frihed, kønssædeligheden, berigelseskriminalitet, narkotikakriminalitet m.m. Det er dog ikke alle strafbelagte lovovertrædelser, der findes i straffeloven. Det følger direkte af straffelovens § 1: "Straf kan kun pålægges for et forhold, hvis strafbarhed er hjemlet ved lov, eller som ganske må ligestilles med et sådant".
Størstedelen af straffeloven er underlagt offentlig påtale, dvs. at Anklagemyndigheden rejser sager uden at forurettede tager initiativ til det. En mindre del, først og fremmest injuriedelen, er underlagt privat påtale, hvilket vil sige, at forurettede selv skal føre en sag. 
Et utal af andre love indeholder også strafbelagte regler. Man kalder normalt overtrædelser af sådanne regler for "særlovsovertrædelser", fordi der er tale om overtrædelse af en anden lov end straffeloven.
I andre retssystemer sondrer man ofte mellem forbrydelser og forseelser. En sådan sondring findes ikke i dansk strafferetlig lovgivning.
Den nuværende straffelov blev vedtaget i 1930 og trådte i kraft i 1933, hvor den afløste straffeloven af 1866. Ved ikrafttræden af straffeloven fra 1930 bortfaldt dødsstraffen, ligesom andre legemsstraffe bortfaldt. Straffelovene fra 1866 og 1933 bar tidligere betegnelsen "borgerlig straffelov" for at man skulle kunne skelne dem fra de militære straffelove, men ordet "borgerlig" blev i 1992 fjernet fra lovens officielle titel.
Straffeloven er en af de hyppigst reviderede love i Danmark; seneste ændringer således (pr. januar 2024) foretaget i december 2023. Det er således kun en meget lille del af loven, der ikke er ændret siden 1930.

## Straffelovsemner

### "Almindelig del" kapitel 1-11
- 1. kapitel Indledende bestemmelser §§ 1-2
- 2. kapitel Almindelige betingelser for strafferetlige bestemmelsers anvendelse §§ 3-12
- 3. kapitel Strafbarhedsbetingelser §§ 13-20 
  - Nødværge - § 13
  - Nødret - § 14

- 4. kapitel Forsøg og medvirken §§ 21-24
- 5. kapitel Strafansvar for juridiske personer §§ 25- 27
- 6. kapitel Straffene §§ 31-55
- 7. kapitel Betingede domme §§ 56-61 a
- 8. kapitel Samfundstjeneste §§ 62-67
- 9. kapitel Andre retsfølger af den strafbare handling §§ 68-79
  - Konfiskation - §§ 75-77
- 10. kapitel Straffens fastsættelse §§ 80-91
- 11. kapitel Ophør af den strafbare handlings retsfølger §§ 92-97 c

### "Særlig del" kapitel 12-29
- 12. kapitel Forbrydelser mod statens selvstændighed og sikkerhed §§ 98-110 f
- 13. kapitel Forbrydelser mod statsforfatningen og de øverste statsmyndigheder m.v. §§ 111-118 a
- 14. kapitel Forbrydelser mod den offentlige myndighed m.v. §§ 119-132 a
- 15. kapitel Forbrydelser mod den offentlige orden og fred §§ 133-143
- 16. kapitel Forbrydelser i offentlig tjeneste eller hverv m.v. §§ 144-157
- 17. kapitel Falsk forklaring og falsk anklage §§ 158-165
- 18. kapitel Forbrydelser vedrørende betalingsmidler §§ 166-170
- 19. kapitel Forbrydelser vedrørende bevismidler §§ 171-179
- 20. kapitel Almenfarlige forbrydelser §§ 180-192 a
- 21. kapitel Forskellige almenskadelige handlinger §§ 193-196
- 22. kapitel Betleri og skadelig erhvervsvirksomhed §§ 197-207
- 23. kapitel Forbrydelser i familieforhold §§ 208-215
- 24. kapitel Forbrydelser mod kønssædeligheden §§ 216-236
- 25. kapitel Forbrydelser mod liv og legeme §§ 237-259
- 26. kapitel Forbrydelser mod den personlige frihed §§ 260-262
- 27. kapitel Freds- og ærekrænkelser §§ 263-275 a
- 28. kapitel Formueforbrydelser §§ 276-305
- 29. kapitel Særlige bestemmelser om juridiske personer § 306